# إلفين أوليفا
إلفين أوليفا (بالإسبانية: Elvin Casildo)‏ هو لاعب كرة قدم هندوراسي، ولد في 24 أكتوبر 1997 في Santa Rosa de Aguán ‏ في هندوراس.